# Tepic
|  | Per a altres significats, vegeu «Tepic (municipi)». |

Tepic és una ciutat mexicana capital de l'estat de Nayarit, situada a 915 sobre el nivell del mar i amb una població de 305.176 habitants. Originalment un senyoriu indígena, va ser conquerida, i fundada com a Santiago de Compostela i capital de la província de Nova Galícia el 1530. No obstant la ciutat de Santiago de Compostela va ser traslladada el 1542 a la Vall de Coatlán, i la ciutat de Tepic va recuperar el seu nom original.
La ciutat de Tepic va créixer en importància amb la fundació del Port de San Blas, un dels ports més pròspers del Pacífic mexicà. El 1811 va rebre el títol de "Molt Noble i Lleial Ciutat de Tepic", amb el qual va rebre també el dret a tenir un ajuntament propi. Després de la independència de Mèxic, Tepic es va convertir en la capital d'un cantó de l'estat de Jalisco. Durant el govern del Segon Imperi Mexicà, l'exèrcit de Manuel Lozada va tancar els camins per a fer públiques les demandes dels indígenes a recuperar llurs terres. Manuel Lozada es va sotmetre als serveis de l'emperador, i Maximilià I de Mèxic va respondre amb la creació de la província de Nayarit, de la qual Tepic era capital. Després de la restauració de la república, Benito Juárez va declarar l'antic cantó de Tepic com a Districte Militar el 1867. El president Manuel González el 1884 va convertir al Districte Militar de Nayarit en territori i el 1917, va rebre l'estatus d'estat de la federació amb capital en Tepic.
Alguns dels mexicans més famosos nascuts a Tepic són el químic Luis E. Miramontes, inventor de la píndola anticonceptiva; el poeta Amado Nervo i el cadet Juan Escutia que seria un dels sis alumnes de l'Acadèmia Militar del Castell de Chapultepec que van morir defensant la capital durant la Guerra Estats Units-Mèxic.